# ميلان سابو
ميلان سابو (بالمجرية: Szabó Milán)‏ هو متزحلق مجري، ولد في 28 ديسمبر 1990 في فاك في المجر.

## وصلات خارجية
- ميلان سابو على موقع IBU (الإنجليزية)
- ميلان سابو على موقع الاتحاد الدولي للتزلج (التزلج الريفي) (الإنجليزية)
- ميلان سابو على موقع أوليمبيديا (الإنجليزية)